# Tiger Flowers
Tiger Flowers (* 5. August 1895 in Camilla, Georgia, USA; † 16. November 1927 in New York City, New York, USA) war ein US-amerikanischer Boxer. Er war Weltmeister im Mittelgewicht und wurde sowohl im Jahre 1990 in die World Boxing Hall of Fame aufgenommen als auch im Jahre 1993 in die International Boxing Hall of Fame.